# Blauracke
Die Blauracke (Coracias garrulus) ist ein etwa hähergroßer Vertreter der Racken. Im deutschen Sprachraum wird die Art auch Mandelkrähe genannt. Der mit türkisfarbenen und azurblauen Gefiederbereichen sehr auffallend gefärbte Vogel ist in Europa der einzige Vertreter dieser Familie. Blauracken sind Weitstreckenzieher, das heißt alle verlassen im Spätsommer und Frühherbst ihre Brutgebiete in der westlichen, südlichen und zentralen Paläarktis, um vor allem im südlichen Afrika zu überwintern.
Blauracken brüten in natürlichen Baumhöhlen, in geräumigen Spechthöhlen oder graben in Sand- oder Lössabbrüche Brutröhren. Sie ernähren sich von großen Insekten, vor allem von Käfern, die von einem Ansitz aus erspäht und am Boden erbeutet werden.
Es werden zwei Unterarten anerkannt: Der weitaus größte Bereich des Verbreitungsgebietes wird von der Nominatform C. g. garrulus eingenommen. Im südöstlichsten Teil ist die etwas größere und weniger kontrastreich gefärbte Unterart C. g. semenowi verbreitet.
Der Hauptruf des Vogels ist ein raues, krächzendes Rack. Das Artepitheton garrulus bedeutet  laut, schwätzend.
Der Gesamtbestand der Blauracke wird momentan als ungefährdet („least concern“) bewertet. In Mitteleuropa war die Blauracke bis zur Mitte des 19. Jh. zwar nicht häufig, aber weit verbreitet. Heute ist sie hier bis auf wenige Restvorkommen ausgestorben, in Nordosteuropa und neuerdings auch in Südosteuropa und der Türkei sind signifikante Bestandsrückgänge zu verzeichnen.

## Merkmale

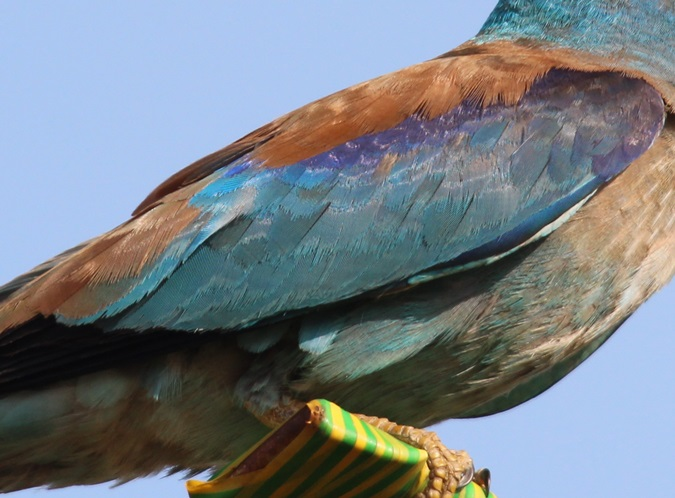
Flügeldetails

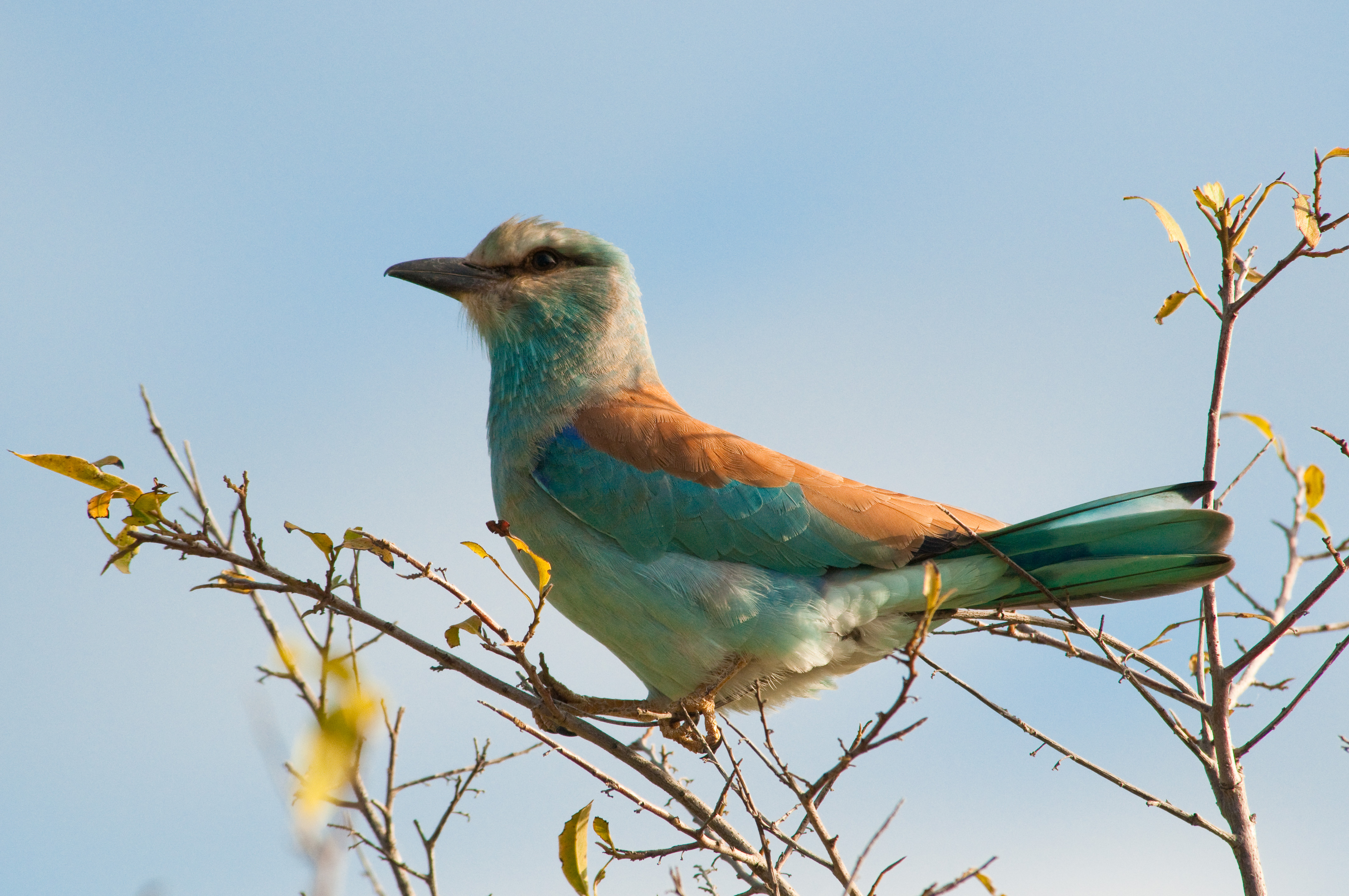
Blauracke im Überwinterungsgebiet

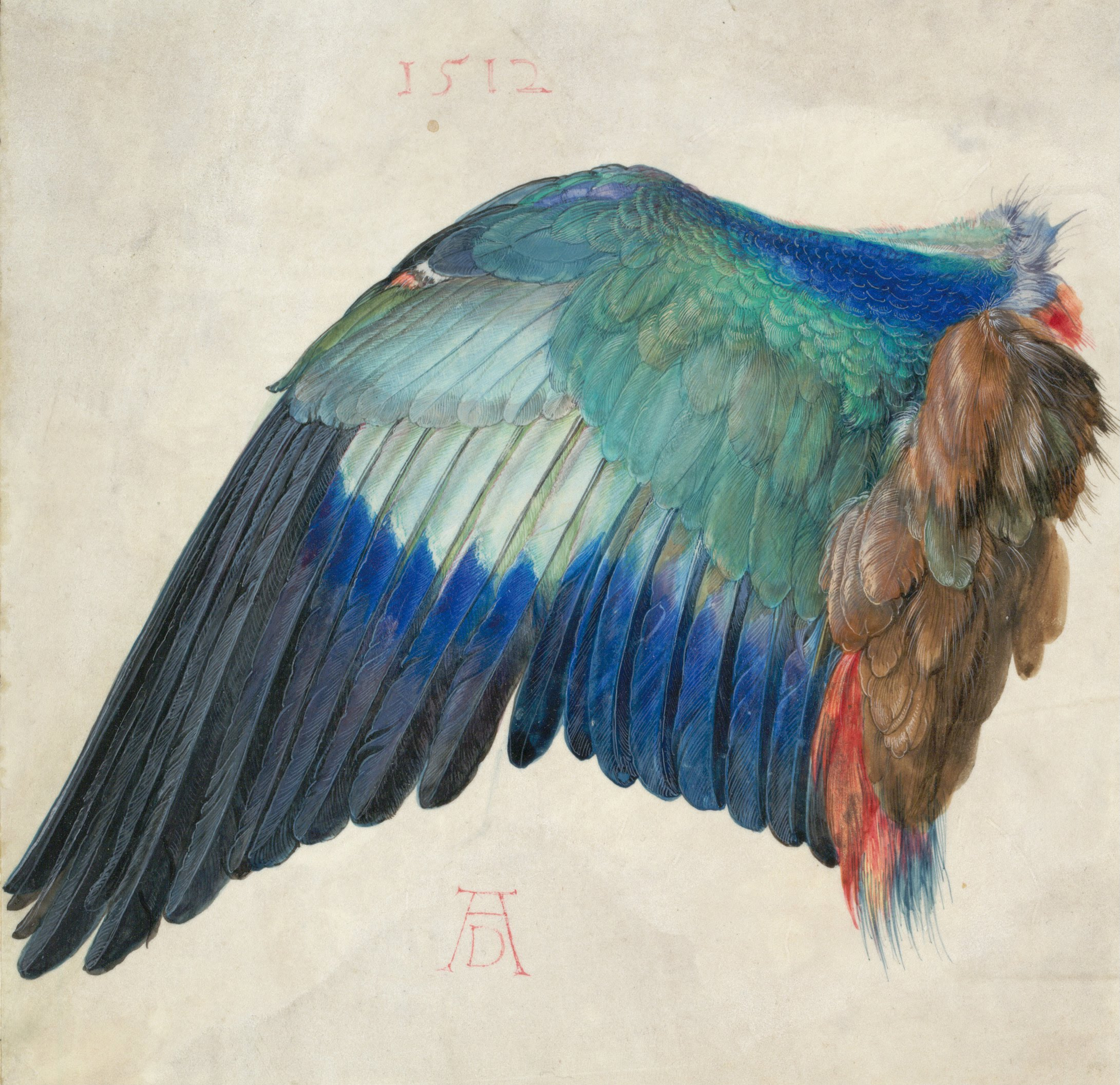
Blaurackenflügel – Aquarell von Albrecht Dürer

Blauracken erreichen eine Größe von 31–32 Zentimetern; ihr Gewicht liegt zwischen 130 und 160 Gramm. Sie sind damit geringfügig kleiner und leichter als ein Eichelhäher. Es besteht kein Größen- oder Gewichtsdimorphismus. Weibchen und Männchen gleichen sich in der Farbverteilung, Weibchen sind jedoch insgesamt blasser gefärbt. Als einzige Rackenvögel sind sie in ihrem paläarktischen Verbreitungsgebiet unverwechselbar, nur im äußersten Südosten überlappen die Verbreitungsgebiete der Hinduracke und der Blauracke etwas. Die Hinduracke ist jedoch durch das Vorherrschen von Grüntönen und die bräunliche Brust gut zu unterscheiden.
Blauracken wirken großköpfig und kurzhalsig. Sie ähneln im Habitus einer kleinen Krähe, betont wird dieses Erscheinungsbild durch den mächtigen, deutlich gerundeten und leicht gehakten Schnabel. Türkisfarbene, azurbraune und tiefblaue Farbelemente überwiegen, wobei die türkisen der Sonne zugewandt hellblau erscheinen, im Schatten dagegen türkisgrün.
Kopf, Hals und die gesamte Unterseite sind türkis. Stirn und Kinn sind weißlich-grau, hinter den Augen befindet sich eine kleine, unbefiederte schwarze Region. Der obere Rücken und die Schultern sind rötlich-zimtfarben, der untere Rücken violettblau, die Oberschwanzdecken ultramarinblau. Die beiden mittleren Steuerfedern sind dunkel-olivgrün, die anderen türkis-azurblau mit dunkleren Basen. Die beiden äußersten Steuerfedern sind geringfügig verlängert und dunkel gerandet. Die Handschwingen sind mehrheitlich braunschwarz, zu den Armschwingen hin im basalen Bereich türkis; die Armschwingen zu 3/5 braunschwarz und im basalen Bereich türkis. Die türkisen Bereiche sind auf der Oberseite farbintensiver; auf der Unterseite können die dunklen Schwingen je nach Lichteinfall purpurn schimmern. Die Kleinen Oberflügeldecken sind intensiv purpurblau, die übrigen wie auch die Unterflügeldecken mehrheitlich türkis. Die kurzen und schwachen Füße sind matt ockergelb, die Iris ist haselnussbraun, der Schnabel schwarzbraun.
Jungvögel ähneln adulten im Schlichtkleid. Verwaschene Brauntöne überwiegen, die türkisen und blauen Farbelemente sind kontrastärmer und blasser.

## Mauser
Kurz nach dem Ausfliegen vermausern die Jungvögel das Kleingefieder und einige oder alle Steuerfedern. Die Schwingenmauser erfolgt im Überwinterungsgebiet. Einjährige und ältere Blauracken wechseln nach der Brut noch im Brutgebiet das Kleingefieder und die inneren vier Handschwingen. Die Mauser der restlichen Schwingen sowie die der Steuerfedern erfolgt sehr langsam im Überwinterungsgebiet und ist erst kurz vor dem Heimzug abgeschlossen.

## Lautäußerungen
Während der Balz und der Revierabgrenzung sind Blauracken akustisch recht auffällig, in der Brutzeit und danach jedoch kaum zu hören. Der Erregungs- und Störungsruf der Blauracke ist ein raues Rak, das oft mehrmals wiederholt wird und knarrende oder krächzende Klangeigenschaften aufweist. Der Balzflug wird in der Aufstiegsphase von einzelnen Rak-Rufen begleitet, die im Sturzflug in ein rätschendes Rärrärrärrärrärr… übergehen Schrecklaut ist ein krähenhaftes Kraaah, mit einem grellen, lauten Ärrrrr warnen Blauracken. Auch Perkussionslaute gehören zu ihren Lautäußerungen, wie zum Beispiel Schnabelschlagen gegen einen schwingenden Ast.

## Verbreitung und Lebensraum

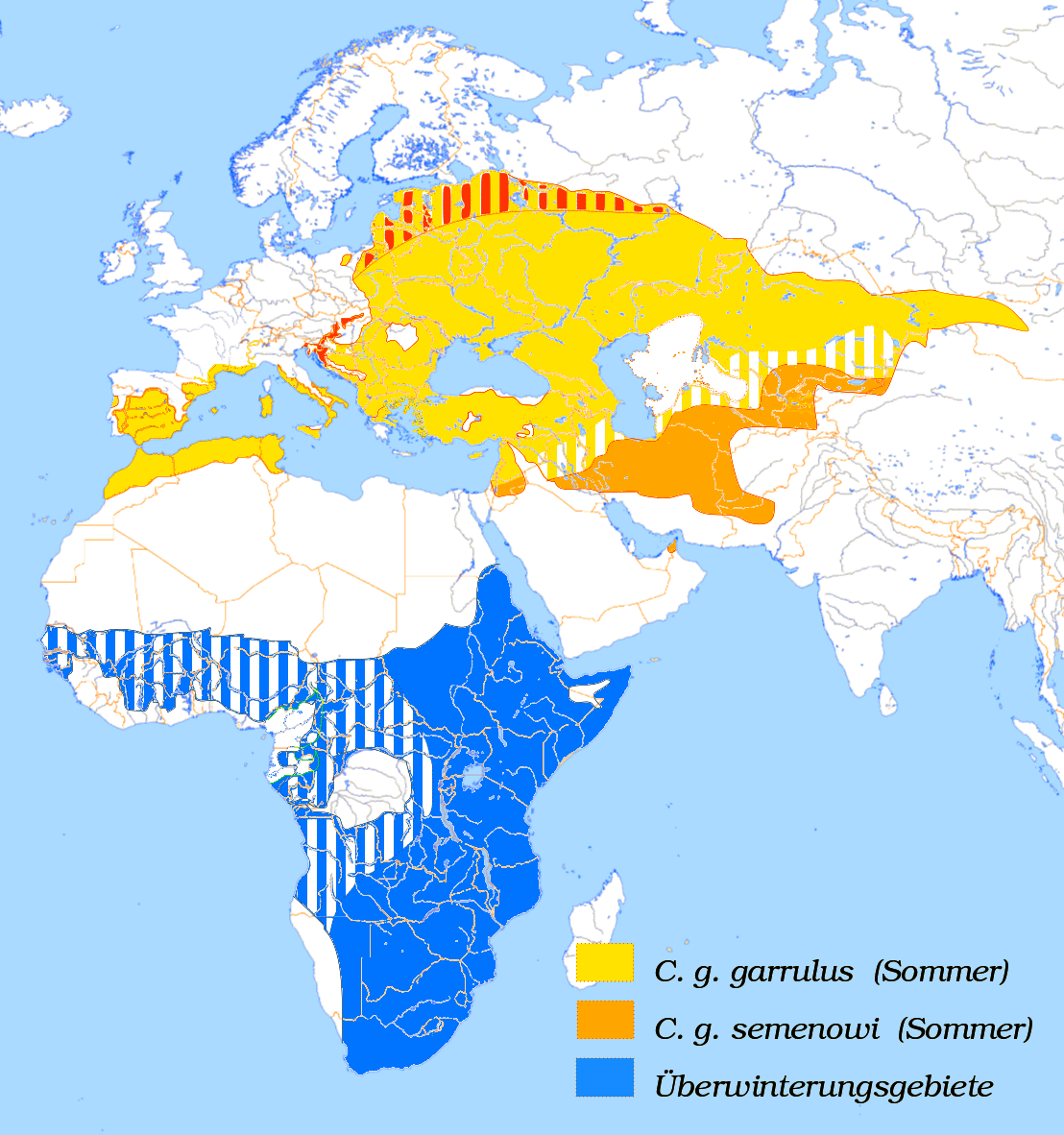
Verbreitungsgebiet der Blauracke:
rot schraffierte Bereiche = Vorkommen stark rückgängig
blau schraffierte und gelb schraffierte Bereiche = Vorkommen selten
Neue Untersuchungen zeigen, dass die überwiegende Mehrzahl der Blauracken zwischen 20° und 25° Süd überwintert.

Die Blauracke ist eine wärmeliebende Art, die während der Brutmonate Mai, Juni und Juli möglichst trockene und warme Witterungsverhältnisse benötigt. Die Nominatform ist vor allem im östlichen, südlichen und südöstlichen Europa verbreitet. Ebenso ist die Art im westlichen Nordafrika (Maghreb), in weiten Teilen Spaniens sowie an der französischen Mittelmeerküste und einigen der großen Mittelmeerinseln vertreten. Auf Korsika und auf Kreta erscheint sie jedoch nur als Durchzieher. In Nordosteuropa brütet die Blauracke in Ostpolen und vereinzelt in den baltischen Staaten sowie im europäischen Russland. Im Gebiet des Ladoga-Sees erreicht sie mit ungefähr 60° nB ihre nördlichste Verbreitung. Weiter ostwärts weicht die Verbreitungsgrenze nach Süden und folgt im Wesentlichen der nördlichen Verbreitungsgrenze der Stieleiche. In Asien erreichen die Vorkommen das südliche Mittelsibirien, sowie unter Auslassung der zentralasiatischen Steppengebiete den Nordwesten Irans. Die Unterart semenowi brütet im südwestlichen sowie den südlichen Teilen Zentralasiens, nach Osten hin bis Xinjiang.
Die Blauracke nistet vor allem am Rande sehr lichter Waldbestände, bevorzugt in alten Eichenwäldern und lichten Kiefernbeständen, die an insektenreiche Heidekrautbestände oder Wiesen, Weiden und andere extensiv genutzte Flächen grenzen. Zuweilen nutzt sie auch Streuobstwiesen und größere Parkgelände. Brutstandorte in Gewässernähe werden bevorzugt. Weiter südlich brütet sie in flussbegleitenden Gehölzen, und in Gehölzinseln in ansonsten weitgehend baumlosen Regionen. Als Höhlenbrüter ist sie auf das Vorhandensein von natürlichen Bruthöhlen oder alten Spechthöhlen angewiesen bzw. muss Sand-, Lehm- oder Lössabbrüche vorfinden, um Bruthöhlen selbst graben zu können. Um erfolgreich jagen zu können, benötigt sie Ansitze, von denen aus sie die Freiflächen nach Beute absucht. Wenn sie nicht verfolgt wird, meidet sie die Nähe des Menschen und menschlicher Siedlungen nicht.
Die Blauracke lebt im Tiefland und in Hügellandschaft. Die bisher höchstliegenden bekannten Brutgebiete befinden sich auf etwa 2000 Metern im Atlas.
Ihr Raumbedarf ist in durchschnittlichen Habitaten mit 15 Brutpaaren auf 100 km² (= 0,15 Paare/km²) relativ groß. Doch wurden in Optimalhabitaten Brutdichten von bis zu 9 Paaren/km² festgestellt. Im letzten verbliebenen österreichischen Brutgebiet in der südöstlichen Steiermark brüteten auf etwa 27 km² bis zu 18 Brutpaare (= 0,67 Paare/km²).

## Wanderungen
Alle Populationen und beide Unterarten sind Zugvögel, die meisten von ihnen obligate Langstreckenzieher mit reinen Zugdistanzen zwischen etwa 4000 und 8000 Kilometern. Die Überwinterungsgebiete liegen in der Dornbusch- und Akaziensavanne vor allem des südlichen Afrika, vornehmlich zwischen 20° und 25° Süd. In bedeutend geringerer Dichte überwintern Blauracken in geeigneten Habitaten weiter nördlich. Reine Wüsten, baumlose Halbwüsten sowie geschlossene tropische Waldgebiete werden nicht dauerhaft aufgesucht. Abhängig vom Nahrungsangebot streifen Blauracken in den Überwinterungsgebieten kleinräumig umher. Während des Herbstzuges, der meist nach einem kleinen Zwischenzug Mitte August voll einsetzt, legen die Westpopulationen am Südrand des nördlichen Savannengürtels längere Zugpausen ein, während die östlich über das Mittelmeer ziehenden Vögel vor allem im Sudan, im Bereich des Tschadsees, aber auch schon an der südlichen Mittelmeerküste längere Pausen machen. Auch der Anfang März beginnende Frühjahrszug wird mehrmals, aber nur für kürzere Stopovers unterbrochen; der nördliche Savannengürtel, zum Teil auch die südliche Mittelmeerküste sind die Hauptrastgebiete.
Die meisten Blauracken ziehen in breiter Front. Die im südwestlichen Spanien brütenden Racken folgen lange der afrikanischen Atlantikküste nach Süden, bis sich die Zugfront im Savannengürtel nach Osten hin breit auffächert. In breiter Front überqueren die übrigen spanischen und französischen Racken die Sahara, die meisten in annähernd gerader Nord-Süd-Richtung; einige wenige wählen jedoch sofort eine südöstliche Richtung; sie treffen im unteren Niltal auf die Ostzieher. Die östlichen Populationen überqueren sowohl das Mittelmeer als auch die Sahara in breiter Front, doch wurden an Engstellen, wie zum Beispiel dem Niltal oder der somalischen Nordostküste an einzelnen Tagen Zugdichten von mehreren zehntausend Ziehern beobachtet. Der Heimzug der Westbrüter erfolgt auf denselben Routen wie der Wegzug, doch wird die Zugdistanz geradliniger und mit kürzeren Pausen zurückgelegt. Die meisten Ostbrüter ziehen jedoch in einer Zugschleife, wobei vor allem in Nordosteuropa brütende Vögel weit nach Osten hin ausweichen und über die Arabische Halbinsel hinweg in die Brutgebiete zurückkehren. Dieser gegen den Uhrzeigersinn gerichtete Schleifenzug wurde auch bei verschiedenen Würgerarten, zum Beispiel dem Rotkopfwürger beobachtet.  Mit durchschnittlichen Tagesstrecken von etwa 67 Kilometern verläuft der Wegzug etwas langsamer als der Heimzug, bei dem im Durchschnitt 110 Kilometer zurückgelegt werden.
Mit dem Wegzug beginnen die mitteleuropäischen Altvögel Mitte August, Mitte September ist er abgeschlossen. Der Heimzug erfolgt ab Anfang März, die meisten mitteleuropäischen Blauracken kommen in der ersten Maidekade in ihr Brutgebiet zurück.

## Nahrung und Nahrungserwerb

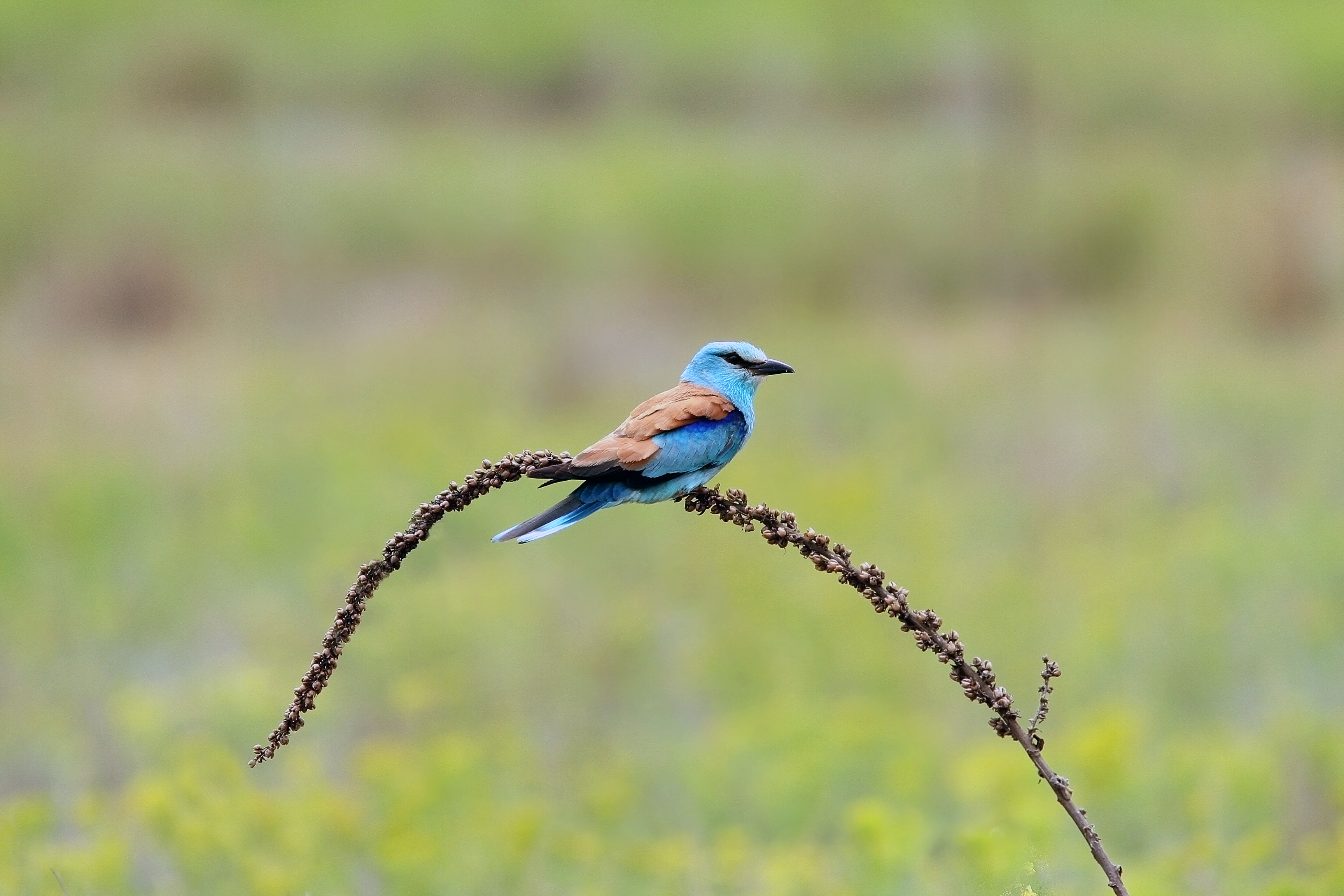
Blauracke auf einer Warte

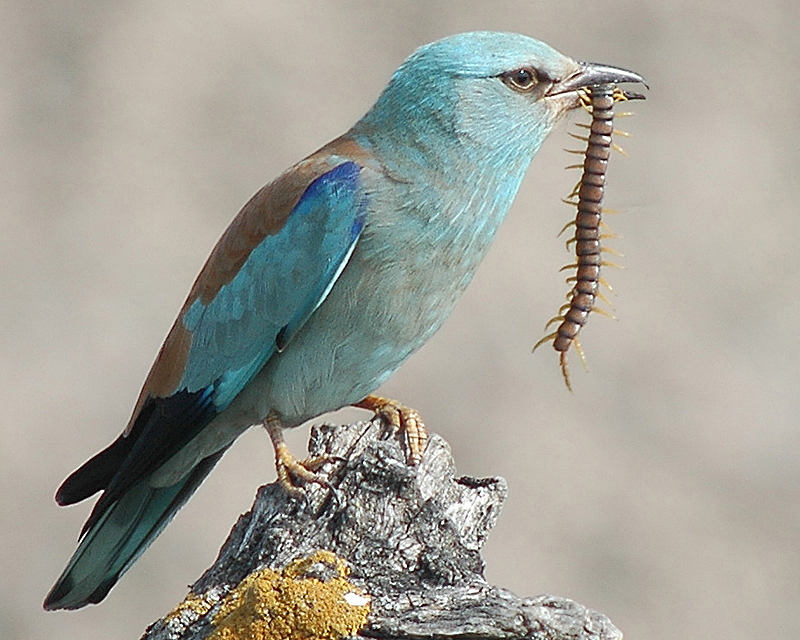
Blauracke mit Beute (Skolopender)

Die Nahrung der Blauracke besteht meist aus Insekten und anderen Gliederfüßern, wobei solche Beutetiere bevorzugt werden, die am leichtesten erreichbar sind und zumindest eine Größe von einem Zentimeter aufweisen. Nur auf dem Zug nimmt sie auch pflanzliche Nahrung (Weintrauben, Feigen) zu sich. Große Käfer dominieren, doch gehören andere Insekten wie Heuschrecken, Libellen, Grillen, Zikaden, Schmetterlinge und Raupen ebenfalls zu ihren Beutetieren. Sie verzehrt auch Arten, die sich durch Abwehrstoffe schützen, offenbar ohne Schaden (Wanzen, Laufkäfer). Daneben werden aber auch – quantitativ allerdings nicht bedeutend – kleinere Säugetiere, Amphibien und Reptilien erbeutet.
Als Wartenjäger sitzt die Blauracke auf ihrem Ansitz (Pfahl, Leitungsdraht). Erspäht sie ein lohnendes Beutetier, lässt sie sich im Gleitflug fallen, ergreift die Beute am Boden und kehrt zu ihrer Warte zurück. Dort wird das Beutetier oft gegen eine harte Unterlage geschlagen und zuweilen auch in die Luft geschleudert, bevor es verschluckt wird. Fliehende Beutetiere werden überhaupt nicht oder nur kurz hüpfend verfolgt. Flugjagden kommen vor, sind aber nur bei Massenauftreten von Fluginsekten, wie zum Beispiel Termitenschwärmen, häufiger zu beobachten.

## Verhalten
Die Blauracke ist tagaktiv mit zwei ausgeprägten Aktivitätsgipfeln am frühen Morgen und am späten Nachmittag. Dazwischen sitzt sie meist ruhig auf ihrem Ansitz. Außerhalb von Brut und Balzzeit ist ihre Anwesenheit wenig auffällig. Ihr Flug ist ein schnell fördernder, krähenartiger Ruderflug. Zu Fuß bewegen sich Blauracken kaum fort. Sie baden, indem sie im Flug kurz ins Wasser eintauchen.
Blauracken sind mäßig gesellig, können aber in aufgelockerten Kolonien brüten. Auf dem Zug und im Überwinterungsgebiet kommt es zu größeren Konzentrationen, wobei aber die Individualabstände von 100–200 Metern eingehalten werden. Sie behaupten im Brutgebiet ein Territorium, das vor allem im Umkreis des Höhlenbaumes gegenüber Artgenossen energisch verteidigt wird. Dabei kann es auch zu Berührungskämpfen kommen. Gegenüber Höhlenkonkurrenten ist die Blauracke sehr häufig unterlegen.
Jungvögel legen ihren Kot in der Bruthöhle ab, ohne dass jedoch häufig sehr stark verschmutzte Höhlen beobachtet wurden. Bei Gefahr erbrechen sie ein sehr übelriechendes Magensekret in die Bruthöhle, das sie möglicherweise für potenzielle Prädatoren als Beute unattraktiver macht.

## Balz und Brut

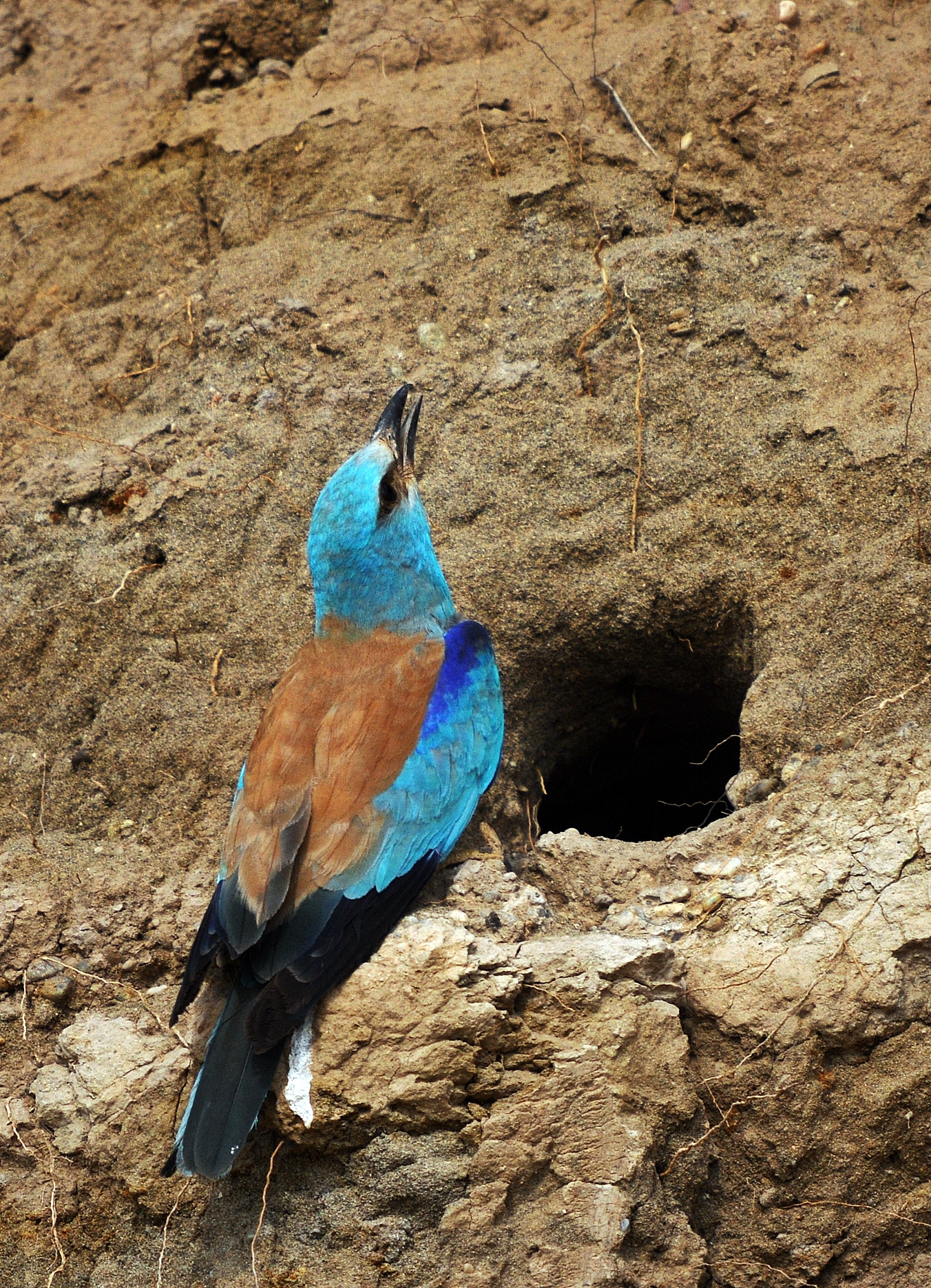
Altvogel an der Bruthöhle

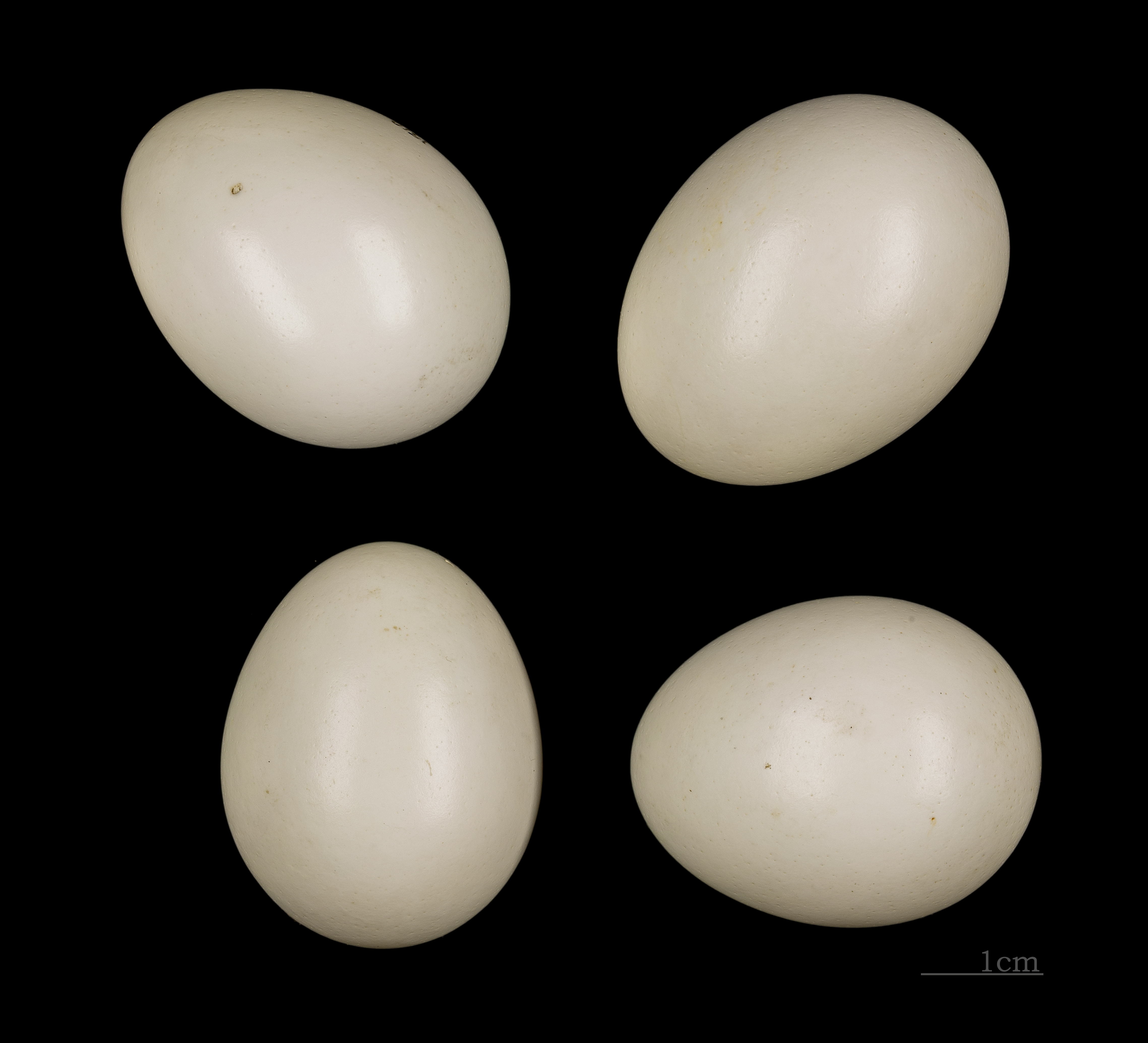
Coracias garrulus

Das Bruteintrittsalter ist nicht genau bekannt, dürfte aber auf Grund der regelmäßigen Anwesenheit nichtbrütender Einjähriger im Brutrevier bei zwei Jahren liegen. Blauracken führen eine monogame Saisonehe. Möglicherweise erlischt die Paarbindung auch außerhalb der Brutzeit nicht, sodass mehrjährige Partnerschaften vorkommen. Auch die große Brutortstreue beider Geschlechter dürfte zu häufigen Wiederverpaarungen letztjähriger Brutpartner führen. Die Balz und Paarbildung erfolgt bereits im Überwinterungsgebiet oder auf dem Heimzug. Wesentlichste Balzelemente sind anhaltende wechselseitige Verbeugungen begleitet von langen Rufreihen, Beuteübergaben und Verfolgungsflüge mit Höhlenzeigen. Die spektakulären Sturzflüge der Männchen im Brutrevier dienen vor allem der Revierabgrenzung.
Blauracken sind Höhlenbrüter, also auf das Vorhandensein von Spechthöhlen (meist Schwarzspecht oder Grünspecht) oder natürlichen Höhlungen in Bäumen angewiesen. Sie graben auch 50–60 Zentimeter tiefe Niströhren in Sandstein-, Lehm- oder Lössabbrüche. Gelegentlich kommen Gebäudebruten vor, in weitgehend baumlosen Gebieten wie in Inneranatolien brüten Blauracken in Erdhöhlen. Nistkästen werden angenommen. Nistmaterial wird nicht eingetragen, vorhandenes sogar entfernt.
Als Höhlenbäume kommen alle Baumarten der Niederungen in Frage, in Europa besteht eine gewisse Präferenz für Kiefern und Eichen. Die verbliebenen Blauracken in Ostösterreich brüten in Buchen, alten Obstbäumen und zunehmend in Nistkästen. Die Höhlen liegen meist recht hoch, im Durchschnitt bei etwa 8 Metern.
Blauracken brüten einmal im Jahr. Über Nachgelege bei Gelegeverlust liegen keine Angaben vor. Legebeginn ist in Südeuropa frühestens Mitte Mai mit einem Gipfel in der ersten Junihälfte; in nördlicheren Brutgebieten ein bis zwei Wochen später. Ein Gelege besteht aus 4–6 (2–7) reinweiß glänzenden, kurzovalen Eiern mit den durchschnittlichen Maßen von 35,80 × 28,26 Millimetern. Sie werden in einem Abstand von 48 Stunden gelegt und ab dem letzten Ei fest bebrütet. Beide Partner brüten, mehrheitlich jedoch das Weibchen, das auch die Küken anfangs hudert und in dieser Zeit vom Männchen mit Nahrung versorgt wird. Die Brutdauer variiert zwischen 18 und 19 (17–20) Tagen. Die Küken schlüpfen nackt und blind. Nach 26–28 (25–30) Tagen verlassen die Nestlinge die Höhle und werden noch eine gewisse Zeit von den Eltern geführt. Zur Dismigration liegen keine Daten vor. Ihren ersten Wegzug beginnen die Jungvögel 1–2 Wochen nachdem die Altvögel das Brutrevier verlassen haben.
Angaben zum Bruterfolg sind spärlich. Offenbar ist die Reproduktionsrate der am Nordrand des Verbreitungsgebietes brütenden Populationen mit 1,5–1,8 flüggen Jungvögeln zu gering, um den Bestand auf Dauer sicherstellen zu können. Dem steht eine Ausfliegerate von im Mittel 5,4 Jungvögeln in den expandierenden mediterranen Brutgebieten Frankreichs gegenüber.

## Lebenserwartung
Zur Blauracke liegen insgesamt nur 126 Wiederfunde beringter Vögel vor. Wie bei allen Vögeln und insbesondere bei Fernziehern werden die Verluste im ersten Lebensjahr besonders groß sein, detaillierte Daten sind jedoch nicht vorhanden. Ein nestjung beringter Vogel wurde in Ungarn mit 6 Jahren und 11 Monaten wieder abgelesen, in Polen wurde ein 9 Jahre und 2 Monate alter Vogel abgeschossen.

## Systematik
Coracias garrulus ist einer von sieben Vertretern der Gattung Coracias, die mit fünf Arten in der Afrotropis, und je einer in der Paläarktis und der Orientalis vertreten ist. Zusammen mit der kleinen Gattung Eurystomus bildet sie die Familie Coraciidae. Zurzeit werden zwei nur schwach differenzierte Unterarten beschrieben, die räumlich relativ gut voneinander getrennt sind, da C. g. garrulus am südlichen Rand seines Verbreitungsgebietes nur in geringen Zahlen vorkommt (s. Verbreitungskarte).
- Coracias garrulus garrulus Linnaeus, 1758 : Oben beschrieben; kommt im weitaus größten Teil des Verbreitungsgebietes vor.
- C. g. semenowi Loudon & Tschusi, 1902: Vom südlichen Jordantal ostwärts über Irak und Iran bis ins Kaschmirgebiet und Xinjiang. Die Racken dieser Unterart sind etwas größer, die Grün- und Blautöne sind insgesamt blasser, der Rücken eher kastanienbraun.

## Bestand und Gefährdung
Der Gefährdungsstatus der Art wurde 2005 durch BirdLife International von LC (=least concern – keine Gefährdung) auf NT (near threatened – Vorwarnstufe) hochgestuft. Dafür sind vor allem die starken Rückgänge in Nordosteuropa und der sich abzeichnende Bestandsrückgang in Südosteuropa und in der Türkei sowie die anhaltende Gefährdung ziehender Blauracken verantwortlich. Dem stehen annähernd stabile oder nur leicht rückläufige Bestandsverhältnisse in Spanien und eine Expansion im mediterranen Frankreich und in Italien sowie – soweit die spärlichen Daten Rückschlüsse erlauben – ein ebenfalls eher nur leicht rückläufiger Brutbestand im zentralen Osteuropa und in Zentralasien gegenüber. In Portugal scheint der Bestand stärker als in Spanien zurückzugehen und dürfte zurzeit nicht wesentlich mehr als 100 Brutpaare umfassen.
Der Bestand der Nominatform in Europa wurde 2009 auf mindestens 55.000 und maximal 117.000 Brutpaare geschätzt, von denen höchstens 25.000 in Staaten der EU brüten. Dies entspricht zumindest der Hälfte des Gesamtbestandes von Vögeln der Unterart C. g. garrulus in Europa. Über die Bestandszahlen von C. g. semenowi liegen keine Angaben vor. Fry & Fry (1999) dagegen beziffern den Gesamtbestand vage mit Millionen und geben an, dass allein im Gebiet der beiden Tsavo-Nationalparks 500.000–700.000 Individuen überwintern. Die besten Blaurackenbestände beherbergen heute Spanien, Rumänien, die Ukraine, Russland, Zypern und die Türkei. In Mitteleuropa brütet mit etwa 1000 Paaren nur mehr in Ungarn eine nennenswerte Anzahl dieser Vögel.
Verantwortlich für den Bestandsrückgang sind, neben zunehmend atlantisch geprägten Klimaverhältnissen in den aufgegebenen ehemaligen Brutgebieten Mitteleuropas, vor allem der Biozideintrag und damit einhergehender Rückgang der Beutetiere, die Umwandlung früher extensiv genutzter Landschaftsgebiete in intensiv bebaute, ausgeräumte „Agrarfabriken“ sowie die Zusammenlegung kleiner, reich strukturierter Agrarflächen in große Monokulturen und damit einhergehender Verlust der ökologisch besonders wertvollen Randzonen. Auch forstwirtschaftliche Maßnahmen, insbesondere großflächige Schädlingsbekämpfung und Entfernung von Totholz verschlechtern die Biotopqualität für die Art. Dazu kommen erhebliche Beeinträchtigungen der Lebensumstände in den Überwinterungsgebieten. Gravierend wirkt sich auch der Abschuss ziehender Blauracken in vielen Staaten aus. Vor allem in Oman werden jährlich hunderte Blauracken getötet. Nicht unbeträchtlich sind weiters die Verluste, die die Art im Straßenverkehr und durch Kollisionen mit Stromleitungen und Windkraftanlagen erleidet. Als natürliche Prädatoren kommen vor allem verschiedene Greifvögel und Marder in Frage.
Als wirkungsvollste Schutzmaßnahmen haben sich neben dem Erhalt geeigneter Landschaftsstrukturen das Anbringen von Nistkästen und das Aufstellen von Sitzkrücken erwiesen. In Landwirtschaftsgebieten tragen eine möglichst differenzierte Bodennutzung und gestaffelte Mähtermine wesentlich zum Erhalt der Habitatqualität bei.

### Historische und aktuelle Entwicklung (Zentraleuropa, Baltikum und Skandinavien)
Ihre größte Verbreitung dürfte die Blauracke in den durch besonders heiße Sommer gekennzeichneten Jahren 1774–1824 gehabt haben. Ihr Brutgebiet reichte damals bis ins nördliche Südschweden und erreichte Finnland. Im mittleren und südlichen Deutschland, Westfrankreich und Ostösterreich scheint sie ein häufiger Brutvogel gewesen zu sein. Noch in den 1950er Jahren lag der Brutbestand der Art in der Steiermark bei 500 Brutpaaren. Nur in der Schweiz, Liechtenstein, Belgien und den Niederlanden hat die Blauracke offenbar nie oder nur ausnahmsweise gebrütet. Der bald danach einsetzende Bestandsrückgang und Arealschwund wird vor allem auf klimatische Veränderungen, auf zunehmend stärker werdende atlantische Wettereinflüsse, vor allem aber auf Pestizideintrag und großräumige Umstellungen in der landwirtschaftlichen Nutzung zurückgeführt.
Zuerst räumte die Art nach und nach ihre skandinavischen Brutgebiete, bis 1967 das letzte Vorkommen auf Fårö erlosch.
In Deutschland verschwand die Blauracke zuerst aus ihren nördlichen und nordwestlichen Brutgebieten, während sich im östlichen Niedersachsen, in Baden-Württemberg und in Bayern bis in die 1940er und 1950er Jahre kleine Bestände halten konnten. In der DDR brüteten 1976 noch maximal 27 Paare. Die letzten Vorkommen in der Colbitz-Letzlinger Heide erloschen 1989, die in der Niederlausitz ein Jahr später. 1994 kam es in Baden-Württemberg zu einer erfolgreichen Brut.
In Österreich verschwand die Blauracke zuerst aus ihren Brutgebieten in Niederösterreich, danach räumte sie innerhalb weniger Jahre die zuvor recht gut besetzten Reviere im Klagenfurter Becken. In den 1970er und 1980er Jahren wurden schließlich die Brutplätze im Grazer Becken sowie in der West- und nördlichen Oststeiermark zur Gänze aufgegeben. Diese Entwicklung wurde durch die fast lückenlose Umwandlung unterschiedlich landwirtschaftlich genutzter- und strukturierter Flächen in Mais-Monokulturen ausgelöst. Im Vorarlberger Bodenseegebiet scheiterte 1965 ein Brutversuch wegen Abschüssen der Altvögel. Als Durchzieher wird die Art im Rheindelta und den angrenzenden Riedgebieten noch gelegentlich beobachtet. Heute brüten in einem kleinen Gebiet in der Nähe von Straden/Südoststeiermark die letzten Blauracken Österreichs. 2011 wurden dort noch zwei erfolgreiche Bruten festgestellt. 2013 brüteten 5 Paare erfolgreich und 16 Jungvögel flogen aus. Diese letzte Population Mitteleuropas ist auf ein Gebiet von etwa 30 km² beschränkt. Trotz intensivster Schutzmaßnahmen unter wissenschaftlicher Begleitung ist ihre Zukunft ungewiss, vor allem auch deshalb, weil kein Genaustausch mit anderen Populationen stattfinden kann.  Dennoch konnte sich diese Restpopulation auf niedrigem Niveau auch in den Folgejahren halten. 2023 waren 6 Blauracken im Gebiet anwesend. Zwei Brutpaare brachten 7 Jungvögel zum Ausfliegen.
Aus der Schweiz ist ein Brutversuch von 1896 in der Gegend von Meyrin bekannt geworden. Auch der scheiterte, da der fütternde Altvogel abgeschossen wurde. Die spärlichen Zugzeitbeobachtungen (durchschnittlich <3 jährlich) betreffen vor allem den Heimzug und stammen insbesondere aus dem Oberengadin, dem Tessin und dem Gebiet um den Thunersee.
Auch in Ungarn räumte die Blauracke nach den 1960er Jahren viele Brutgebiete vor allem im Westen und Südwesten des Landes und in den nördlichen Randlagen der Mittelgebirge. In den Schlüsselzonen zwischen Donau und Theiß, an der Theiß und östlich davon konnte sich die Art jedoch halten. Heute brüten in diesen Bereichen etwa 1000 Paare, über die Hälfte davon in besonderen Schutzgebieten (SPA = Special Protected Area); der Bestand gilt als stabil.
In Slowenien konnten zwischen 2005 und 2013 keine erfolgreichen Bruten nachgewiesen werden. 2014 kam es im grenznahen Gebiet zu Österreich wieder zu einer erfolgreichen Brut.
Spätestens seit Anfang des 21. Jh. ist die Art aus der Tschechischen Republik verschwunden und auch in der Slowakei scheint sie sich nicht halten zu können. In Nordostpolen und im Baltikum waren die Blaurackenbestände bis ins letzte Viertel des 20. Jh. relativ stabil. In Polen ist der Bestand in den Jahren 1980–2000 von mehr als 1000 auf etwa 100 Brutpaare zurückgegangen. 1970 wurden 1000–2000 brütende Blauracken in Litauen vermutet, 2004 konnten noch 20 Paare nachgewiesen werden. Ähnlich verläuft die Entwicklung in Estland, wo in den 1950er und frühen 1960er Jahren noch Tausende von Brutpaaren vorkamen. Danach begann der sehr rasche Rückgang, sodass bereits um 2000 weniger als 15 Paare regelmäßig vor allem im Süden des Landes brüteten. 2010 wurde die letzte erfolgreiche Brut mit zwei flüggen Jungvögeln festgestellt.